# Zélia Hoffman
Zélia Hoffman (Rio de Janeiro, 15 de novembro de 1924 - Rio de Janeiro, 29 de outubro de 2007) foi uma atriz, apresentadora e cantora brasileira. 

## Biografia
Iniciou a carreira artística na televisão, tendo trabalhado na TV Tupi, na TV Excelsior e na TV Globo, apresentando programas — como A Grande Parada — e atuando em humorísticos, como os de Chico Anysio. 
Casada com o empresário Sylvio Hoffmnan, ganhou não só o sobrenome, mas o posto de relações públicas do Restaurante La Fiorentina, no Leme, o point dos artistas do Rio, e, segundo a imprensa da época, tornou-se musa da cidade por sua presença  sedutora e envolvente que atraía a classe artística. Foi também uma das Certinhas do Lalau. 
Como figura  bem relacionada na Alta Sociedade (ela foi amiga da milionária  Dana de Teffé, desaparecida desde 1961 em um dos mais notórios casos criminais brasileiros), Zélia  desfilou  fantasias de luxo no concurso do Teatro Municipal, ao lado de Clóvis Bornay, Wilza Carla, Evandro de Castro Lima, Mauro Rosas e Marlene Paiva. Em 1958, tirou o primeiro lugar com a fantasia Bela Otero, e saiu na capa da revista Manchete.
Retirou-se da vida artística no final dos anos 1970. Faleceu em 29 de outubro de 2007, em decorrência do mal de alzheimer, no Retiro dos Artistas.

## Filmografia
| Ano  | Título               | Personagem      |
| ---- | -------------------- | --------------- |
| 1976 | O Verão de Ipanema   | —               |
| 1975 | Nós, os Canalhas     | Maria Helena    |
| 1974 | A Virgem e o Machão  | Madame Lola     |
| 1971 | Soninha Toda Pura    | Malena          |
| 1970 | Se Meu Dólar Falasse | Madame Veruskha |
| 1970 | Salário Mínimo       | Senhora Seixas  |
| 1964 | Sangue na Madrugada  | —               |
| 1962 | As Sete Evas         | Hilda           |
| 1959 | Pintando o Sete      | Granfina        |
| 1958 | No Mundo da Lua      | —               |

Na televisão
| Ano     | Título             | Personagem    | Notas                                    |
| ------- | ------------------ | ------------- | ---------------------------------------- |
| 1978    | Ciranda Cirandinha | Madame        | Episódio: O Jardim Suspenso da Babilônia |
| 1977    | Caso Especial      | —             | Episódio: "Feliz Aniversário"            |
| 1977    | Caso Especial      | —             | Episódio: "Marcha Fúnebre"               |
| 1967-68 | A Grande Parada    | Apresentadora |                                          |
| 1963-64 | Gira o Mundo Gira  | Maria Tereza  |                                          |
| 1960-63 | Chico Anysio Show  | Maria Tereza  |                                          |